# کولینو
کولینو (به ایتالیایی: Cavallino) یک منطقهٔ مسکونی در ایتالیا است که در استان لچه واقع شده‌است.

## خصوصیات
کولینو ۲۲ کیلومترمربع مساحت و ۱۰٬۹۳۰ نفر جمعیت دارد و ۳۸ متر بالاتر از سطح دریا واقع شده‌است.